# 生野区聴覚障害女児死亡事故
生野区聴覚障害女児死亡事故（いくのくちょうかくしょうがいじょじしぼうじこ）は、2018年2月1日、大阪府大阪市生野区で大阪府立生野聴覚支援学校の生徒及び教員の計5名が、てんかん発作を起こした男（当時35歳）の運転する重機にはねられた事故である。
聴覚障害の女児1名（当時11歳）が死亡し、その後の遺族による民事裁判の際には「逸失利益」が争われた。
なお本項では、死亡した女児をA、加害者をBと表記する。

## 事故の経緯

### 事故の発生
2018年2月1日午後3時55分頃、大阪府大阪市生野区桃谷で、大阪府立生野聴覚支援学校より下校途中の児童及び引率の教員の合わせて5名が、同校北側の歩道上で信号待ちをしていた際、突っ込んできた重機にはねられる。重機の運転手は、てんかん発作を起こしていた。なお、この重機はすぐそばで行われていた工事で使われるものであった。
この事故で、Aが死亡、4名が負傷した。

### 捜査
重機を運転していた建設作業員の男Bが過失傷害罪で現行犯逮捕される。取り調べに「信号が赤に変わり、止まろうとしてブレーキとアクセルを踏み間違えた」と供述したが、事故当時の防犯カメラ映像には、重機が交差点に進入しかけてから一度停車し、再び進みだして子供たちの待つ歩道に突入する様子が残っていた。Bは「掘削した土を歩道脇の市道に止まっていたダンプカーに運ぶため、交差点を横断しようとした」とも供述し、Bの勤務先も警察に同じような説明を行った。
また、Bは医師から運転を止めるように注意を受けていたが、てんかんの持病を隠して、運転免許証の更新を行っていたことが明らかになっている。
同年7月26日、Bの勤務先である西成区の建設業者の社長ら4名及び元請けの会社の1名が書類送検された。容疑は業務上過失致死傷、Bにてんかんの持病があることを承知の上で、Bに対して運転の禁止を徹底していなかったことが罪に問われた。
2019年、大阪地方裁判所は「本件事故時はてんかん発作で意識を喪失していた」「てんかんの危険性を軽視していたと言わざるを得ず、厳しい非難に値する」として、Bに危険運転致死傷罪での懲役7年を言い渡した。なおBとその弁護士は、てんかん発作を否定し「誤ってアクセルを踏んでパニックになり、ブレーキを踏めなかった」と主張していた。

## 賠償

### 民事裁判
2020年1月、Aの遺族がB及びBの元勤務会社を相手取り、大阪地方裁判所に民事訴訟を起こした。Bと会社に計約6100万円の損害賠償を求めているが、Aの逸失利益が争点となる。逸失利益は、死亡していなかった場合に将来得られたはずの収入を指すものである。
被告側は、Aの逸失利益について、Aの聴覚障害を理由に「聴覚障害者の平均賃金で算出すべきだ」と主張しており、これは労働者全体の平均賃金の約6割の計算になる。一方原告側は、聴覚障害の有無を「逸失利益」に反映させないよう求めている。被告側は、元々はAの逸失利益について、障害を持たない女性労働者の平均年収の4割（153万520円）としていたが、同年8月に聴覚障害者の平均年収の6割（294万7000円）という主張に変更している。被告側の主張する賠償額自体は上がったことになるが、どちらにせよ労働者全体の平均年収には到達しない金額である。
第一回口頭弁論が2021年3月4日に行われ、Bは認否を留保、会社は争う姿勢を明らかにした。この後の取材でAの父親は「訴訟を起こした後にB受刑者から謝罪文が届いたが、今さら読む気には到底なれない」と述べた。
2021年5月26日の第7回目裁判の意見陳述では、原告側はAの母親が「娘の人生を、聴覚障害者だからという理由で、勝手に決めつけないでください」と訴え、久保陽奈弁護士は「テクノロジーを利用することによってコミュニケーションをとり、訴訟活動その他弁護士としての業務を行ってきた」、松田崚弁護士は「私も今、11歳のときには全く思いもしなかった、弁護士として働いています」「偏見が聴覚障害者にとって、『障壁』すなわち障害そのものなのです」などと述べた。陳述した2人の弁護士は、ともに聴覚障害を持っている。
2022年8月29日に行われた尋問では、Aの父親が「相手側の主張は差別だと思う。公平な判断をしてもらいたい」と述べた。11月28日に結審した。
2023年2月27日、大阪地裁は「逸失利益を全労働者の85%」とし、Bらに対し約3700万円の賠償を命じた。判決で逸失利益を全労働者の85%とした理由は「年齢に応じた学力を身につけて将来さまざまな就労可能性があった」などとした一方で、「労働能力が制限されうる程度の障害があったこと自体は否定できない」とした。Aの両親と弁護団は会見を開き、Aの両親は「差別を認める判決」と批判した。Aの両親は大阪高裁に控訴した。

### 裁判への反応
2021年、公益社団法人大阪聴力障害者協会がAの遺族（原告）を支援する署名運動を始め、7月7日には同会、一般財団法人全日本ろうあ連盟、Aの父親らが裁判所までの抗議行進を実施し、10万筆を超える署名をそこで提出した。行進の際には「逸失利益40％は優生思想による明らかな差別！全ての障害者の人権を守り、公正な判決を求める!」と書いた横断幕を掲げた。
大阪聴力障害者協会は「障害を持つ全ての人に対する侮辱で、聴覚障害者を含めたすべての障害者はひとりの人間として扱われないという、優生思想ともみなされる差別の問題」との声明文を公表し、被告の主張を批判した。逸失利益を85%とした地裁判決を受けて、「聴覚障害を理由に基礎収入を下げたことにあり、明らかに障害者を差別する不当判決」との声明を発表した。

## 被害者及び加害者について

### 死亡女児A

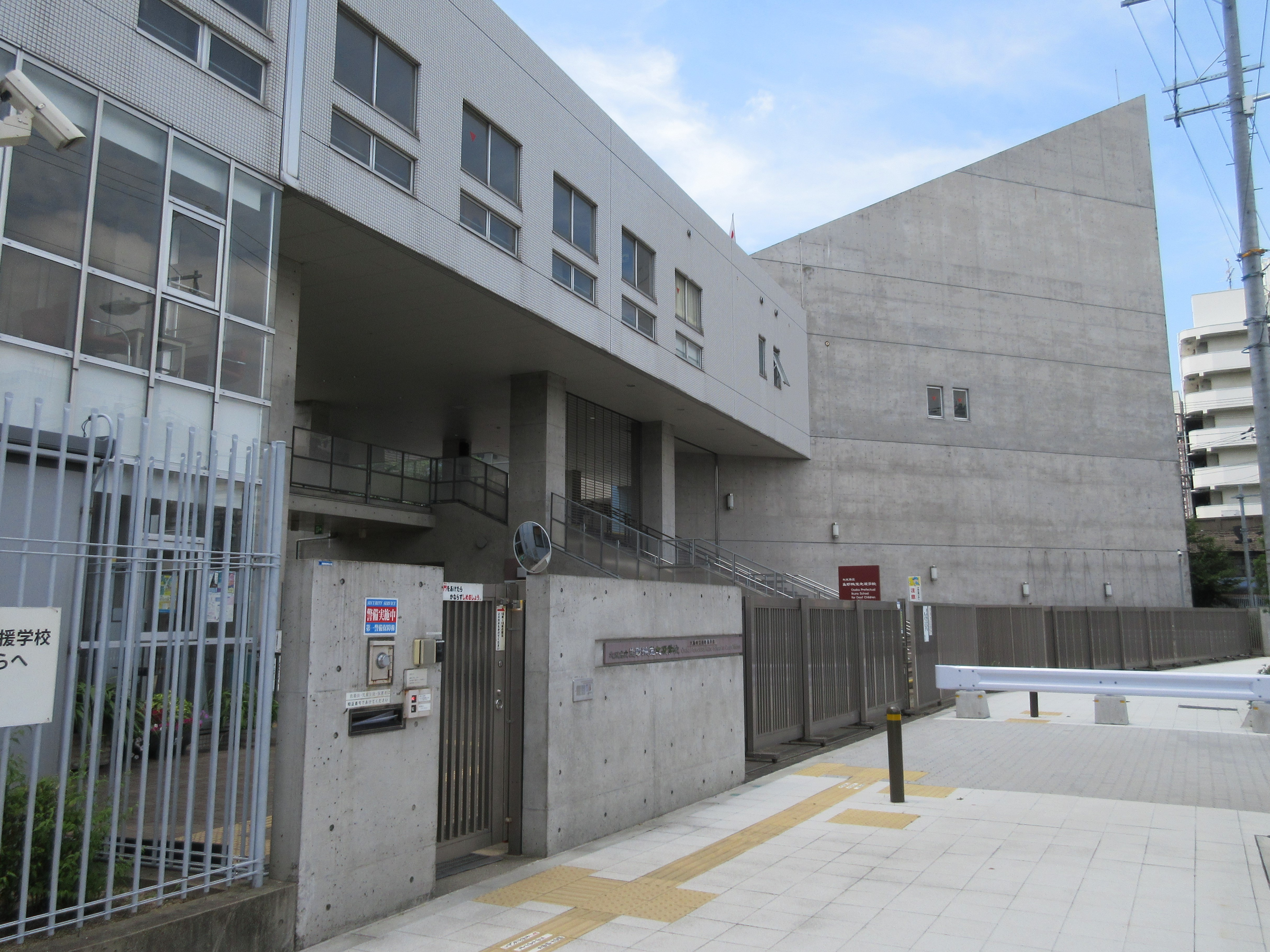
大阪府立生野聴覚支援学校（2016年撮影）

長女として生まれ、生後間もなく「感音性難聴」があるとの診断を受けた。「話すことは不可能です」と医師から告げられたことを母親が民事裁判での陳述で明らかにしている。豊中市に自宅があるが、そこから距離のある大阪市生野区の府立生野聴覚支援学校に通っていた。日々学習を積み重ね、手話だけでなく声でも会話ができるようになっていた。事故当時の担任は、「このお友だちと関わりたいと思ったら、ものすごく積極的に声をかけたりする。これから社会で生きていくうえで大事な力を持ってる」と述べている。
事故の4か月前に行われた運動会では、朝礼台の上で「赤組白組の思いのこもった手作りの旗と、迫力ある応援をご覧ください」などとスピーチをした。その姿を見た母親は「成長したなって。こんなに大勢の前で、堂々とお話しできるようになった娘をすごく誇らしく思いましたね」と事故後に語っている。

### 加害者B
過去にも人身事故を含む交通事故を複数回起こしていたことが分かっている。